# Accord de libre-échange entre la Corée du Sud et l'Indonésie
L'accord de libre-échange entre la Corée du Sud et l'Indonésie est un accord de libre-échange signé en décembre 2020 entre le Cambodge et l'Indonésie. L'accord vise à réduire les droits de douane indonésiens vis-à-vis des exportations sud-coréennes de 94,8 %, alors que les droits de douane doivent être réduite de 95,8 % dans l'autre sens.